# ويليام دبليو. غروت
ويليام دبليو. غروت هو محامي وسياسي أمريكي، ولد في 24 مايو 1836 في كونتون في كندا، وتوفي في 7 أكتوبر 1902 في كيربي في الولايات المتحدة. نشط حزبياً في الحزب الجمهوري. وقد انتخب عضو مجلس نواب فيرمونت ‏ وانتخب عضو مجلس النواب الأمريكي ‏.